# Electric City
Electric City é uma cidade  localizada no estado norte-americano de Washington, no Condado de Grant.

## Demografia
Segundo o censo norte-americano de 2000, a sua população era de 922 habitantes.
Em 2006, foi estimada uma população de 1001, um aumento de 79 (8.6%).

## Geografia
De acordo com o United States Census Bureau tem uma área de
1,5 km², dos quais 1,4 km² cobertos por terra e 0,1 km² cobertos por água. Electric City localiza-se a aproximadamente 452 m acima do nível do mar.

## Localidades na vizinhança
O diagrama seguinte representa as localidades num raio de 28 km ao redor de Electric City.